# 위성류과
위성류과(渭城柳科, 학명: Tamaricaceae 타마리카케아이[*])는 석죽목의 과이다. 크론퀴스트 분류 체계에서는 제비꽃목으로 분류했으나, 최근의 APG 분류 체계에서는 석죽목으로 분류한다.

## 하위 분류
- 위성류속(Tamarix L.)
- Myricaria Desv.
- Myrtama Ovcz. & Kinzik.
- Reaumuria L.